# Andilamena
Andilamena – miasto w zachodniej części Madagaskaru, w prowincji Toamasina. Liczy 17 729 mieszkańców.
W mieście znajduje się szkoła podstawowa, szkoła średnia oraz szpital. 
75% ludności zatrudniona jest w rolnictwie (w tym 10% w hodowli zwierząt). Głównie uprawia się ryż, orzeszki ziemne, kukurydzę oraz tapiokę. 24% populacji pracuje w usługach a 1% w przemyśle.